# الإنتخابات البرلمانية السودانية 1980
أجريت الانتخابات البرلمانية في السودان في الفترة من 28 أبريل إلى 10 مايو 1980م وتم زيادة مجلس الشعب من 304 مقعداً إلى 368 مقعدًا وتم انتخاب 332 مقعداً منها وتعيين 36 مقعد من قبل الرئيس جعفر نميري . 
في ذالك الوقت فاز الحزب الإشتركي السوداني ب 368 مقعداً .